# ریچارد بورک
ریچارد بورک (انگلیسی: Richard Bourke; ۴ مهٔ ۱۷۷۷ – ۱۲ اوت ۱۸۵۵) نظامی و سیاست‌مدار اهل پادشاهی متحد بریتانیای کبیر و ایرلند بود. وی همچنین برندهٔ جوایزی همچون نشان حمام شده‌است.